# 國家戲劇院

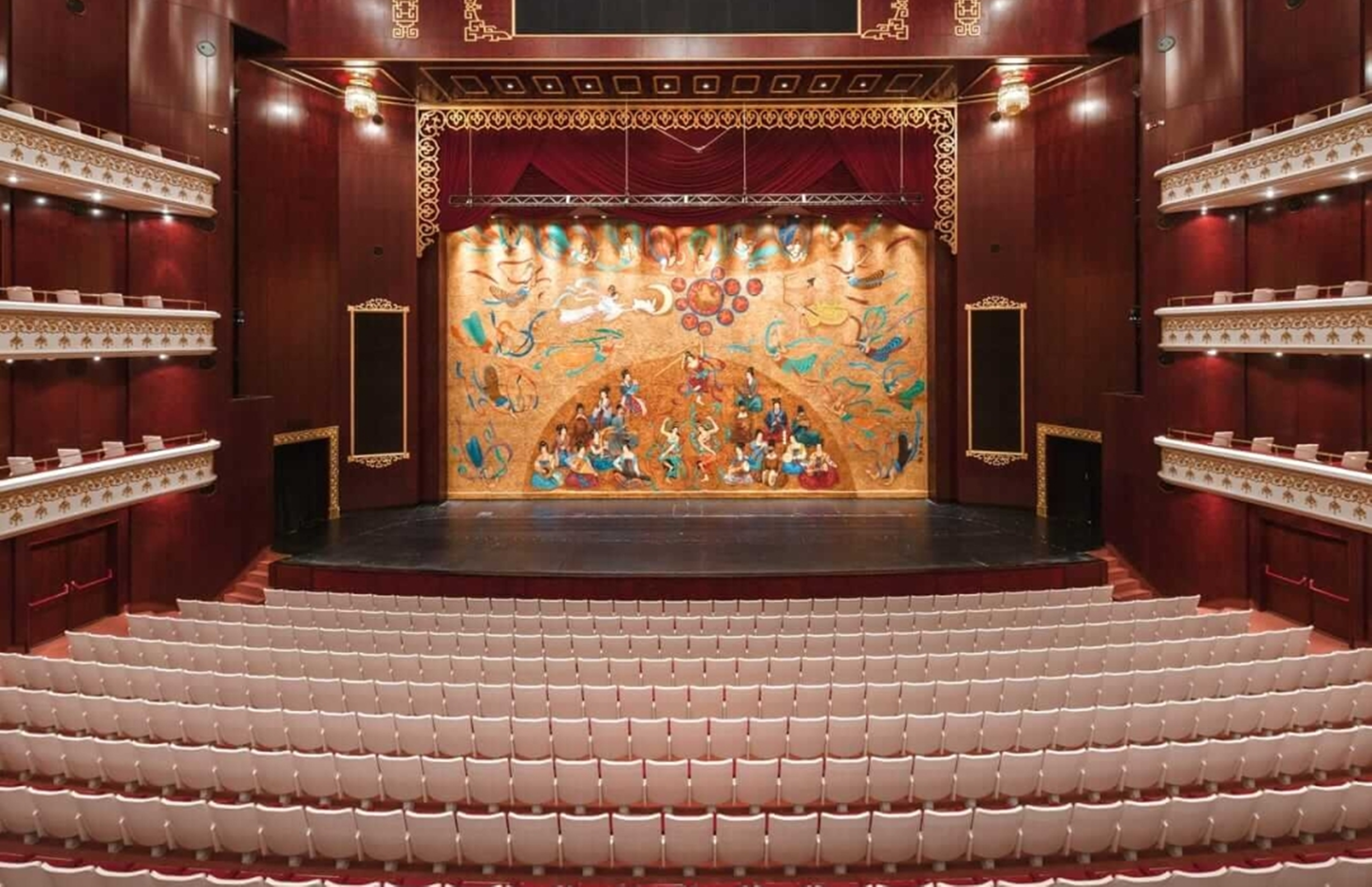
台北國家戲劇院內部，舞台上有防火幕

國家戲劇院，位於台灣臺北市，與國家音樂廳合稱為「國家兩廳院」，為台灣重要的戲劇、舞蹈表演場地。原隸屬教育部國立中正文化中心，2014年4月2日改為文化部監督之行政法人國家表演藝術中心管理。

## 建築
- 面對中正紀念堂時，右手邊是國家戲劇院，左手邊是國家音樂廳。
- 國家戲劇院位在愛國東路側，建築內有國家戲劇院和實驗劇場。表演藝術圖書館也在本棟建築之中。
- 重檐廡殿頂：國家戲劇院的廡殿頂在4個坡面上呈現大器莊重的氛圍，常被運用在東方建築，例如：日本東大寺、中國故宮太和殿及韓國景福宮。其平緩的坡面具防風作用，挑高的屋頂設計也符合國家戲劇院大型佈景的空間需求。
- 鴟吻：屋脊末端考量垂直結構與受風影響，會特別在交接處加強加厚。傳統建築將其設計造型成鴟吻，自原有的功能延伸為裝飾藝術，並為殿宇屋頂增添氣勢。
- 戧脊獸：最初功能為保護屋脊、對脊的交接處起固定及支撐的作用。後來脊獸自原有功能延伸為裝飾藝術，龍形的造型昂著頭露出獠牙，鬃毛向後飄揚，力感十足。
- 旋子彩繪與退暈技法：旋子彩繪在中國園林建築中是為了木材防腐而做，後為彰顯身份的象徵。而繪畫的退暈技法最主要表現出漸層、柔和的效果。
- 門匾文字：匾額集結書法、雕刻、詩文等藝術要素，是中華文化的精髓之一，其重要性相當於建築物的眼睛。兩廳院的門匾為傳統豎匾，磁青底金字，並題有建築物的名稱，採用楷書呈現，形塑此處作為典範的象徵意義。
- 勾欄：過去是指主要表演戲曲的場所，等同戲院，也就是東方劇場。現今延伸應用在建築設計則體現在臺基上方邊緣的欄杆，維護大眾的活動安全、為建築外觀點綴細緻的邊飾。[1]

## 空間與設備
- 國家戲劇院共有4層樓，設有1498席（含11個輪椅席）。採「鏡框式」舞臺設計，為了滿足不同形式的表演需求，備有升降與360度旋轉設計。舞臺腹地與深度幾乎等同觀眾席全域，可容納各式機具設備、布幕道具。
- 貓道：工作人員的走道區，為避免影響下方舞臺，必須像貓行走般輕聲通過，故有此稱。國家兩廳院的貓道距離舞臺，約有6層樓高。
- 樂池：為負責演出音樂的樂團所在的位置，與舞臺檯面有近1層樓的落差。約可容納80位音樂表演者，也能置換為65席座位。
- 座位設計：為了讓觀眾有更好的視野，國家戲劇院的觀眾席採大陸式排列，設置無障礙座位席，於2017年增加至11席，打造共融場館。樓座前緣使用良質木材，加上金色雕花裝飾，更顯精緻典雅。為達成醇厚的迴響，設計著重於吸音效果，四周安裝了環繞音響，地板鋪上地毯，牆面採弧形設計。
- 貴賓包廂：位於國家戲劇院觀眾席2樓，在過去僅接待國家元首等重要人物的貴賓包廂，本身的位置隱密且安全，並擁有絕佳的觀賞演出視野。而後兩廳院視表演節目性質，開放貴賓包廂的座位供觀眾購買。
- 穹頂與水晶燈：國家戲劇院觀眾席天花板的穹頂，吊掛著由1,440水晶片、137顆杯燈、84顆白熾燈泡組成的水晶吊燈，能夠電動升降。而水晶燈上方設置通道，作為水晶燈的懸掛結構，與舞臺正面投射燈處。
- 大廳與水晶燈：空間採挑高設計，水晶燈為歐式風格，使用奧地利進口的施華洛世奇水晶珠製作而成。建築師考量整體氛圍，選定一座義大利礦山，呈現溫潤明亮的色澤，並讓大廳與牆面大理石紋路相連，另巧妙加入中國宮殿建築的紋飾點綴。
- 綠牆：位於國家戲劇院1樓大廳，因國家音樂廳綠牆廣受歡迎，國家兩廳院再度邀請法國植物學家Mr. Patrick Blanc來臺，創作「蘭花圓舞曲」系列作品，並隨著季節更換蘭花品種和蕨類植物。
- 交誼廳：位於國家戲劇院4樓，設有視聽設備，適合舉辦酒會、記者會與其他小型活動。
- 服裝製作室：位於國家戲劇院B樓，設有服裝修補室、洗衣房，可提供表演藝術團體或個人在演出前製作、修補服裝等。
- 排練室：國家戲劇院內設置數個排練室，大小規格不同，可針對表演團體或藝術家的需要，作為展演活動排練使用，最大型排練室可容納約72人。

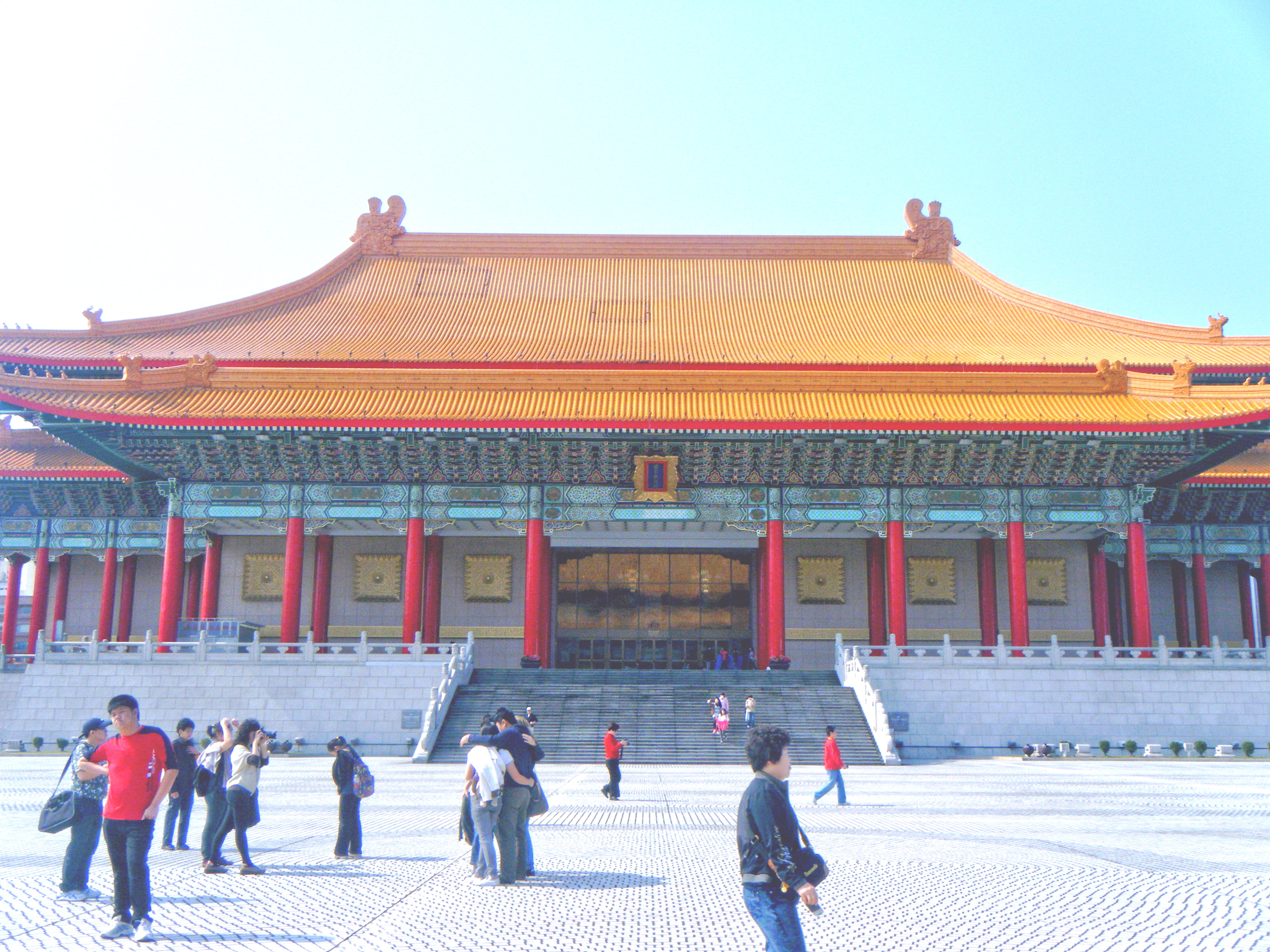
國家戲劇院
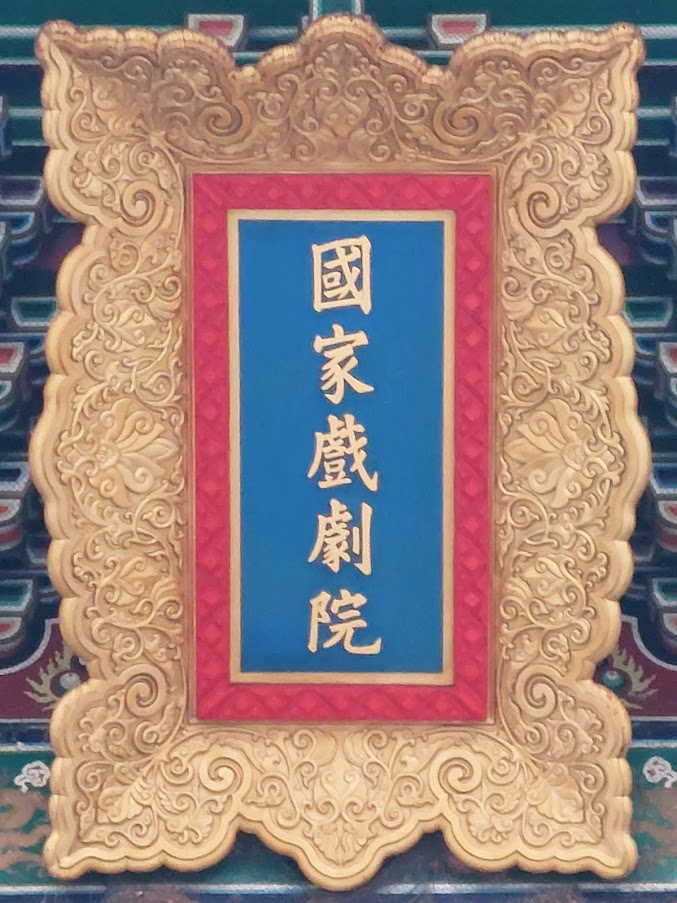
國家戲劇院匾額

## 其他特色
- 《川原膴膴》山水畫：位於國家戲劇院1樓大廳，由周澄召集，包括國畫大師黃君璧、前故宮副院長江兆申、羅振賢、羅芳、涂璨琳、李義弘、蘇峰男，八位書畫名家共同創作，繪於1987年。川原膴膴，膴音伍，肥美之意，並象徵錦繡河山的意思。[2]
- 《時時。刻刻》木雕：位於國家戲劇院1樓大廳，國家戲劇院於2017年進行整修，原主舞臺淘汰的奧勒岡松木地板，由藝術家陳彥旭改造成木雕作品，右側紋理可見西方的舞蹈、姿態，與理性的幾何線條，隨著動線與視角的轉移而幻化；而左側雕花則充滿著東方氣韻，傳統雕花、皮影戲及原民圖騰等符號，交織著現代舞蹈、建築，帶來優雅習氣。[3]
- 《使者》綜合媒材：位於國家戲劇院1樓大廳，由藝術家侯玉書於2009年設計，作品將國家戲劇院重要的演出藝術家之簽名轉換為創作符碼，邀請觀眾一同見證國家戲劇院的歷史過程。
- 《日月光華》壁畫：位於國家戲劇院舞臺上，為防火幕，由畫家顧重光、劉平衡、郭軔等創作，取材自后羿射日、嫦娥奔月，構成衣服「日月光華」，另有敦煌壁畫「仙女飄樂」，象徵光明、天使助樂共慶、國泰民安之意。[4]

## 外部連結
- 國家兩廳院官方網站（页面存档备份，存于）（中文）（英文）
- OPENTIX兩廳院文化生活 （页面存档备份，存于）（中文）
- 國家戲劇院-臺北旅遊網
- 國家兩廳院的Facebook專頁
- YouTube上的國家兩廳院頻道